# Alcuni film importanti
Alcuni film importanti è una lista di quarantacinque pellicole pubblicata dal Pontificio consiglio delle comunicazioni sociali nel 1995, in occasione del centesimo anniversario della nascita del Cinema, e in preparazione al Giubileo del 2000.
A redigere la lista furono dodici esperti di cinema nominati da monsignor John Patrick Foley, all'epoca capo della Commissione Pontificia. Quest'ultimo tenne a precisare come non tutti i film meritevoli furono inseriti nella lista.
Questa si presenta in tre categorie (religione, valori, arte), e comprende film di vario genere tra cui l'horror, la fantascienza, l'animazione.
L'uscita della lista provocò alcune polemiche da parte soprattutto dei registi esclusi, primo tra tutti Franco Zeffirelli.

## Categoria "Religione"
1. Andrej Rublëv (Андрей Рублёв), regia di Andrej Tarkovskij (1966)
2. Mission (The Mission), regia di Roland Joffé (1986)
3. La passione di Giovanna d'Arco (La passion de Jeanne d'Arc), regia di Carl Theodor Dreyer (1928)
4. Il Vangelo secondo Matteo, regia di Pier Paolo Pasolini (1966)
5. Thérèse, regia di Alain Cavalier (1986)
6. Ordet, regia di Carl Theodor Dreyer (1955)
7. Sacrificio (Offret), regia di Andrej Arsen'evič Tarkovskij (1986)
8. Francesco, regia di Liliana Cavani (1989)
9. Ben-Hur, regia di William Wyler (1959)
10. Il pranzo di Babette (Babettes gæstebud), regia di Gabriel Axel (1987)
11. Nazarín, regia di Luis Buñuel (1959)
12. Monsieur Vincent, regia di Maurice Cloche (1947)
13. Un uomo per tutte le stagioni (A Man for All Seasons), regia di Fred Zinnemann (1966)
14. La Vie et la Passion de Jésus-Christ, regia di Ferdinand Zecca-Lucien Nonguet (1905)
15. Francesco, giullare di Dio, regia di Roberto Rossellini (1950)

## Categoria "Valori"
1. Gandhi, regia di Richard Attenborough (1982)
2. Intolerance, regia di David Wark Griffith (1919)
3. Decalogo (Dekalog), regia di Krzysztof Kieślowski (1988)
4. Arrivederci ragazzi (Au revoir les enfants), regia di Louis Malle (1987)
5. Dersu Uzala - Il piccolo uomo delle grandi pianure (Dersu Uzala), regia di Akira Kurosawa (1975)
6. L'albero degli zoccoli, regia di Ermanno Olmi (1978)
7. Roma città aperta, regia di Roberto Rossellini (1945)
8. Il posto delle fragole (Smultronstället), regia di Ingmar Bergman (1957)
9. Il settimo sigillo (Det sjunde inseglet), regia di Ingmar Bergman (1957)
10. Momenti di gloria (Chariots of Fire), regia di Hugh Hudson (1981)
11. Ladri di biciclette, regia di Vittorio De Sica (1950)
12. La vita è meravigliosa (It's a Wonderful Life), regia di Frank Capra (1946)
13. Schindler's List - La lista di Schindler (Schindler's List), regia di Steven Spielberg (1993)
14. Fronte del porto (On the Waterfront), regia di Elia Kazan (1954)
15. L'arpa birmana (ビルマの竪琴 Biruma no tategoto?), regia di Kon Ichikawa (1956)

## Categoria "Arte"
1. 2001: Odissea nello spazio (2001: A Space Odyssey), regia di Stanley Kubrick (1968)
2. La strada, regia di Federico Fellini (1954)
3. Quarto potere (Citizen Kane), regia di Orson Welles (1941)
4. Metropolis, regia di Fritz Lang (1926)
5. Tempi moderni (Modern Times), regia di Charlie Chaplin (1936)
6. Napoleone (Napoléon vu par Abel Gance), regia di Abel Gance (1927)
7. 8½, regia di Federico Fellini (1963)
8. La grande illusione (La Grande Illusion), regia di Jean Renoir (1937)
9. Nosferatu il vampiro (Nosferatu, eine Symphonie des Grauens), regia di Friedrich Wilhelm Murnau (1922)
10. Ombre rosse (Stagecoach), regia di John Ford (1939)
11. Il Gattopardo, regia di Luchino Visconti (1963)
12. Fantasia, regia di Walt Disney (1940)
13. Il mago di Oz (The Wizard of Oz), regia di Victor Fleming (1939)
14. L'incredibile avventura di Mr. Holland (The Lavender Hill Mob), regia di Charles Crichton (1951)
15. Piccole donne (Little Women), regia di George Cukor (1933)